# Alopecosa nitidus
Alopecosa nitidus är en spindelart som beskrevs av Hu 200. Alopecosa nitidus ingår i släktet Alopecosa och familjen vargspindlar. Inga underarter finns listade i Catalogue of Life.